# 唐海县第十农场
唐海县第十农场，是中华人民共和国河北省唐山市曹妃甸区下辖的一个类似乡级单位。

## 行政区划
唐海县第十农场下辖以下地区：
丰海村、兴唐村、玉官庄村、和新村、郑庄子村、孙家坨村和李八廒村。